# Robert Bertie (4e duc d'Ancaster et Kesteven)
Robert Bertie, 4e duc d'Ancaster et Kesteven, (17 octobre 1756 – 8 juillet 1779), titré Lord Robert Bertie jusqu'en 1758 et marquis de Lindsey entre 1758 et 1778, est un pair britannique. Il est né en Grimsthorpe, le deuxième fils du général Peregrine Bertie (3e duc d'Ancaster et Kesteven) (mort en 1778) et de Marie Panton (morte en 1793)

## Biographie
À la mort de son frère aîné, Peregrine Thomas Bertie, marquis de Lindsey, le 12 décembre 1758, il hérite du titre de courtoisie de marquis de Lindsey. Il fait ses études au Collège d'Eton et St John's College, Cambridge.
Vers 1777, il sert en tant que volontaire en Amérique du Nord. Lieutenant au 7e Régiment d'infanterie, le 20 janvier 1778, il est promu au grade de capitaine dans le 15e Régiment d'infanterie.
À la mort de son père, le 12 août 1778, il lui succède comme 4e duc d'Ancaster et Kesteven, 4e marquis de Lindsey, 7e comte de Lindsey, 20e Baron Willoughby et Lord-grand-chambellan. Il est le dernier à occuper le poste comme un office héréditaire. Le 12 février 1779, il est investi en tant que Conseiller Privé et est Lord Lieutenant du Lincolnshire.
Il ne s'est jamais marié, et meurt en Grimsthorpe le 8 juillet 1779 de la scarlatine. Il est enterré le 22 juillet 1779 à Edenham. À sa mort, le titre de Lord-grand-chambellan et de Baron Willoughby tombent entre ses deux sœurs, tous les autres titres passent à son oncle Brownlow Bertie (5e duc d'Ancaster et Kesteven). Une fille illégitime du 4e duc, Susan, est mariée à Banastre Tarleton; mais il n'y a pas d'enfants.